# Христофор (антипапа)
Христофор (? — около 904) — папа римский с октября 903 по январь 904 года. До начала XX века считался законным папой римским, позднее признан антипапой и исключён из папских списков.

## Биография
Известно, что будущий папа был римлянином, а его отца звали Лев. Занимал пост кардинала-священника с титулом церкви Св. Дамасия, избран на папский престол в результате насильственного смещения папы Льва V примерно в октябре 903 года. Считается, что папа Лев V умер в тюрьме, следовательно, папа Христофор был легальным папой после его смерти. Однако Ауксилий Неапольский пишет, что как Лев V, так и Христофор были умерщвлены по приказу следующего папы, Сергия III. Греческий документ XI века утверждает, что Христофор был первым папой, который в письме константинопольскому патриарху Сергию якобы утверждал, что Святой дух исходит как от Отца, так и от Сына (именно данное утверждение стало одним из ключевых моментов раскола между католиками и православными). Однако данное утверждение сомнительно, поскольку в то время никакого патриарха Сергия не существовало.
Смещён будущим папой Сергием III, насильственно пострижён в монахи, по другим источникам — удавлен в тюрьме.